# De schommelstoel
De schommelstoel is een single van de Nederlandse zanger Gert Timmerman. Het is een vertaling van het Engelstalige lied Rockin' alone (in an old rocking chair) gecomponeerd door Bob Miller. De zanger wordt begeleid door een koor en orkest onder leiding van Addy Flor.
Het lied is als Schaukelstuhl, bleib niemals steh'n door Camillo Felgen op een eigen tekst ook in het Duits bekend geworden.

## Tracklist

### 7" Single
CNR UH 9910
1. De schommelstoel
2. Jij bent 't lichtpunt in m'n leven

## Hitnotering
| De schommelstoel           | De schommelstoel      | De schommelstoel | De schommelstoel | De schommelstoel | De schommelstoel | De schommelstoel | De schommelstoel | De schommelstoel | De schommelstoel | De schommelstoel | De schommelstoel | De schommelstoel | De schommelstoel | De schommelstoel | De schommelstoel |
| Hitlijst                   | Datum van binnenkomst | Week:            | 1                | 2                | 3                | 4                | 5                | 6                | 7                | 8                | 9                | 10               | 11               | 12               | Laatste notering |
| -------------------------- | --------------------- | ---------------- | ---------------- | ---------------- | ---------------- | ---------------- | ---------------- | ---------------- | ---------------- | ---------------- | ---------------- | ---------------- | ---------------- | ---------------- | ---------------- |
| Nederlandse Top 40         | 30-01-1965            | Positie:         | 37               | 12               | 8                | 7                | 7                | 9                | 8                | 7                | 12               | 22               | 25               | 31               | 17-04-1965       |
| Tijd voor Teenagers Top 10 | 30-01-1965            | Positie:         | 8                | 6                | 9                | 9                | 8                | 8                | 8                | 8                |                  |                  |                  |                  | 20-03-1965       |